# دوين تومسون
دوين تومسون (بالإنجليزية: Duane Thompson)‏ هي ممثلة أمريكية، ولدت في 28 يوليو 1903 في ريد أوك في الولايات المتحدة، وتوفيت في 15 أغسطس 1970 في لوس أنجلوس في الولايات المتحدة.

## وصلات خارجية
- دوين تومسون على موقع IMDb (الإنجليزية)
- دوين تومسون على موقع أول موفي (الإنجليزية)
- دوين تومسون على موقع قاعدة بيانات الفيلم (الإنجليزية)
- دوين تومسون على موقع كينوبويسك (الروسية)